# Korzeniew
Korzeniew – wieś w Polsce położona w województwie wielkopolskim, w powiecie kaliskim, w gminie Mycielin.
Do 1954 roku siedziba gminy Kościelec. W latach 1954–1959 wieś należała i była siedzibą władz gromady Korzeniew, po jej zniesieniu w gromadzie Słuszków. W latach 1975–1998 miejscowość administracyjnie należała do województwa kaliskiego.

## Edukacja
Od 1999 na terenie wsi funkcjonowało gimnazjum. Zostało ono przekształcone w 2017 w ośmioletnią szkołę podstawową.
We wsi działa Publiczne Przedszkole Samorządowe.

## Zdrowie
Opiekę zdrowotną na terenie gminy zapewnia Samodzielny Publiczny Zakład Opieki Zdrowotnej Gminny Ośrodek Zdrowia.
W budynku mieści się również apteka czynna od poniedziałku do piątku. Założona została w 1991 roku.

## Wspólnota wyznaniowa

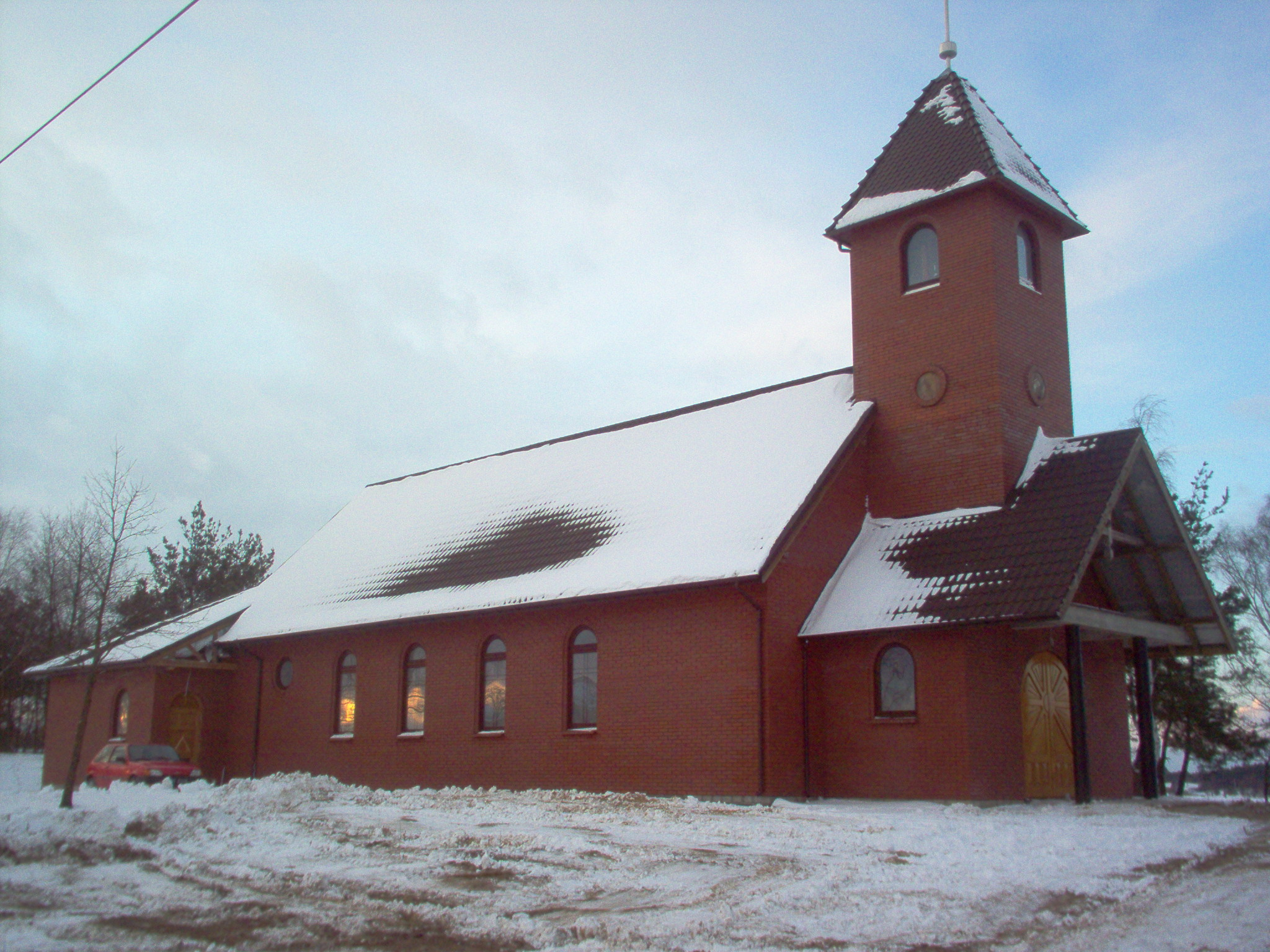
Kaplica św. Jana Pawła II w Korzeniewie

Mieszkańcy wyznania rzymskokatolickiego przynależą do parafii św. Wojciecha w Kościelcu w diecezji kaliskiej.
W Korzeniewie znajduje się filia – Kaplica św. Jana Pawła II. Jest ona położona na niewielkim wzgórzu na początku wsi od strony Zbierska. Została oddana do użytku w grudniu 2006 roku. Początki powstawania kaplicy to lato 2003 roku, kiedy to został poświęcony plac pod jej budowę. Powstała ona dzięki licznym datkom i własnej pracy mieszkańców Korzeniewa i pobliskich miejscowości. 12 czerwca 2007 roku została poświęcona przez biskupa kaliskiego Stanisława Napierałę.